# راي بارك
راي بارك (بالإنجليزية: Ray Park)‏ هو ممثل ، ولد في 23 أغسطس 1974 بغلاسكو في المملكة المتحدة.

## أعمال

### أفلام
- (1999)  تهديد الشبح[4][5][6]
- (1999) سليبي هولو[7]
- (2000) رجال-إكس[8][9]
- (2009) جي. آي. جو: ظهور الكوبرا[10][11]
- (2013) جي. آي. جو: الانتقام[12]
- (2018)  قصة من حرب النجوم[13][14]

## وصلات خارجية
- راي بارك على موقع IMDb (الإنجليزية)
- راي بارك على موقع روتن توميتوز (الإنجليزية)
- راي بارك على موقع ألو سيني (الفرنسية)
- راي بارك على موقع تيرنر كلاسيك موفيز (الإنجليزية)
- راي بارك على موقع أول موفي (الإنجليزية)
- راي بارك على موقع قاعدة بيانات الأفلام السويدية (السويدية)
- راي بارك على موقع إن إن دي بي (الإنجليزية)
- راي بارك على موقع قاعدة بيانات الفيلم (الإنجليزية)
- راي بارك على موقع كينوبويسك (الروسية)